# Эль Русо (телесериал)
«Эль Ру́со» — российский драматический телесериал, вышедший в эфир в 2024 году и рассказывающий историю общины старообрядцев в пригороде Буэнос-Айреса. Телесериал был вдохновлён фильмом «Свидетель».

## Актёры и персонажи

### В ролях
| Актёр             | Роль                                                          |
| ----------------- | ------------------------------------------------------------- |
| Семён Серзин      | Пабло / Павел офицер полиции Буэнос-Айреса, русский иммигрант |
| Светлана Иванова  | Марья Жительница старообрядческой деревни                     |
| Мариана Ангилери  | Сильвана подруга Павла, полицейский                           |
| Нил Бугаев        | Илья сын Марьи                                                |
| Борис Каморзин    | Иван глава общины                                             |
| Марина Ворожищева | Ирен сестра Павла                                             |
| Никита Тезин      | Степан                                                        |